# Radosław Sobolewski
Radosław Sobolewski (uitspraak: [raˈdɔswaf sɔbɔˈlɛfski], ong. radoswaf sobbolefskie) (Białystok, 13 december 1976) is een Poolse voormalig profvoetballer en momenteel trainer van Wisła Kraków.

## Clubcarrière

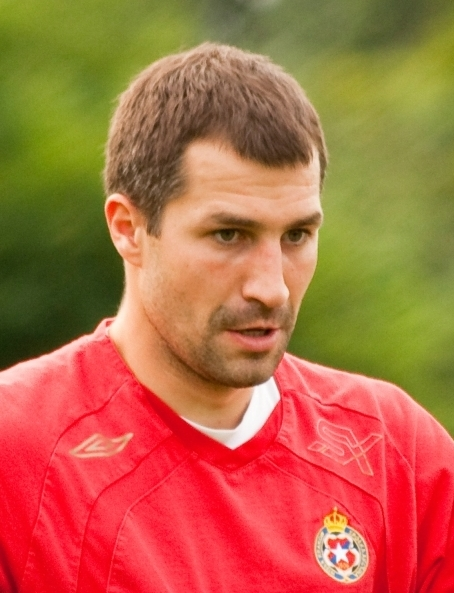
Sobolewski in 2009

Sobolewski is een middenvelder die zijn debuut maakte in 1994 voor Jagiellonia Białystok. Na 4 seizoenen verliet hij zijn geboortestad en trok hij naar Wisła Płock waarvoor hij eveneens 4 seizoenen zou uitkomen. In de zomer van 2002 maakte Sobolewski dan de overstap naar Dyskobolia Grodzisk. Sinds de lente van 2004 speelt hij voor Wisła Kraków waarvoor hij nog steeds uitkomt, ondanks een bod van Southampton FC in de winter van 2006. In 2005 haalde hij met zijn club de Poolse titel binnen.

## Interlandcarrière
Sobolewski speelde zijn eerste interland op 20 augustus 2003 tegen Estland. Hij scoorde meteen bij zijn debuut. Hij maakte deel uit van de selectie voor het WK voetbal 2006. In de tweede groepswedstrijd tegen Duitsland kreeg Radoslaw twee gele en dus de rode kaart. Hij speelde 32 interlands, waarin hij eenmaal tot scoren kwam. Op dinsdag 21 november 2007 zette hij, kort na de kwalificatie van Polen voor het EK 2008, verrassend een punt achter zijn carrière.

## Statistieken

### Carrière
| seizoen                      | club                         | land                         | competitie           | duels | goals |
| ---------------------------- | ---------------------------- | ---------------------------- | -------------------- | ----- | ----- |
| 1994-1995                    | Jagiellonia Białystok        | Polen                        | II liga              | 32    | 3     |
| 1995-1996                    | Jagiellonia Białystok        | Polen                        | II liga              | 27    | 1     |
| 1996-1997                    | Jagiellonia Białystok        | Polen                        | III liga             | 23    | 4     |
| 1997-1998                    | Jagiellonia Białystok        | Polen                        | III liga             | 16    | 9     |
| 1997-1998                    | Wisła Płock                  | Polen                        | Ekstraklasa          | 17    | 1     |
| 1998-1999                    | Wisła Płock                  | Polen                        | II liga              | 26    | 1     |
| 1999-2000                    | Wisła Płock                  | Polen                        | Ekstraklasa          | 28    | 1     |
| 2000-2001                    | Wisła Płock                  | Polen                        | Ekstraklasa          | 25    | 6     |
| 2001-2002                    | Wisła Płock                  | Polen                        | II liga              | 14    | 3     |
| 2002-2003                    | Dyskobolia Grodzisk          | Polen                        | Ekstraklasa          | 14    | 3     |
| 2003-2004                    | Dyskobolia Grodzisk          | Polen                        | Ekstraklasa          | 16    | 4     |
| 2004-2005                    | Dyskobolia Grodzisk          | Polen                        | Ekstraklasa          | 8     | 1     |
| 2004-2005                    | Wisła Kraków                 | Polen                        | Ekstraklasa          | 12    | 1     |
| 2005-2006                    | Wisła Kraków                 | Polen                        | Ekstraklasa          | 27    | 3     |
| 2006-2007                    | Wisła Kraków                 | Polen                        | Ekstraklasa          | 18    | 2     |
| 2007-2008                    | Wisła Kraków                 | Polen                        | Ekstraklasa          | 25    | 2     |
| 2008-2009                    | Wisła Kraków                 | Polen                        | Ekstraklasa          | 28    | 3     |
| 2009-2010                    | Wisła Kraków                 | Polen                        | Ekstraklasa          | 20    | 1     |
| 2010-2011                    | Wisła Kraków                 | Polen                        | Ekstraklasa          | 26    | 1     |
| 2011-2012                    | Wisła Kraków                 | Polen                        | Ekstraklasa          | 11    | 0     |
| 2012-2013                    | Wisła Kraków                 | Polen                        | Ekstraklasa          | 19    | 1     |
| 2013-2014                    | Górnik Zabrze                | Polen                        | Ekstraklasa          | 33    | 7     |
| 2014-2015                    | Górnik Zabrze                | Polen                        | Ekstraklasa          | 30    | 0     |
| 2015-2016                    | Górnik Zabrze                | Polen                        | Ekstraklasa          | 17    | 3     |
| Bijgewerkt 30 september 2016 | Bijgewerkt 30 september 2016 | Bijgewerkt 30 september 2016 | Totaal (Ekstraklasa) | 374   | 39    |

### Interlands
| WK-statistieken              | Club         | Positie      | W |   |   | Goal | A |   |   |   |
| ---------------------------- | ------------ | ------------ | - | - | - | ---- | - | - | - | - |
| Polen op het WK voetbal 2006 | Wisła Kraków | Middenvelder | 2 | 0 | 1 | 0    | 0 | 0 | 1 | 0 |

## Erelijst
Wisła Kraków
- Pools landskampioen

2005, 2008, 2009, 2011
 Dyskobolia Grodzisk Wielkopolski
- Puchar Polski

2005